# فهد الأحمدي (لاعب كرة قدم)
فهد الأحمدي لاعب كرة قدم مغربي من مواليد 13 مارس 1980، يشغل مركز حارس مرمى بنادي حسنية أغادير .